# Dasyneuriola suaedigemmae
Dasyneuriola suaedigemmae är en tvåvingeart som beskrevs av Fedotova 1995. Dasyneuriola suaedigemmae ingår i släktet Dasyneuriola och familjen gallmyggor.
Artens utbredningsområde är Kazakstan. Inga underarter finns listade i Catalogue of Life.